# Reclamaciones de Alabama

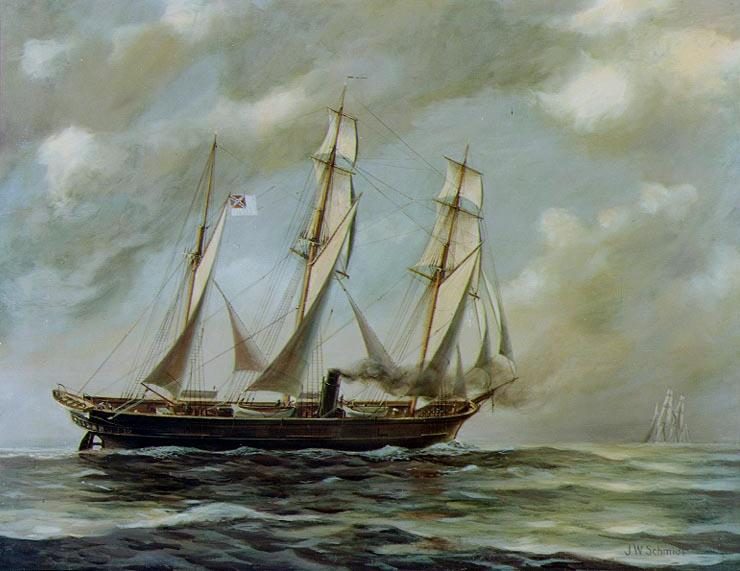
El CSS Alabama

Las reclamaciones de Alabama (Alabama Claims) fueron una serie de demandas pecuniarias exigidas por el gobierno norteamericano a la Gran Bretaña después de la guerra civil estadounidense.
Aunque el Reino Unido declaró oficialmente neutralidad durante el conflicto, en la práctica ayudó a los confederados suministrándoles buques corsarios que dañaron severamente el abastecimiento en materias primas (cueros, algodón, trigo, aceite de ballena, nitratos, etc.) de la Unión. 
El embajador estadounidense Charles Francis Adams, reclamó que los ingleses debían responsabilizarse por estos daños y pidió mediación para definir el asunto, y el senador unionista y antiesclavista Charles Sumner sostuvo la queja. Pero el primer ministro británico Lord Palmerston rehusó toda indemnización. Después de su fallecimiento el primer ministro William Gladstone aceptó transigir.
En mayo de 1871, las partes firmaron el Tratado de Washington, el cual establecía ciertas obligaciones de guerra para los supuestos neutrales. El tribunal también sentenció a Gran Bretaña a pagar una indemnización de $15.5 millones de dólares por pérdidas a los Estados Unidos  (Estados Unidos había pedido 2 mil millones de dólares - o la cesión del Canadá).
La corte de arbitraje de Ginebra sentó así el primer esbozo del derecho internacional público.

## El CSS Alabama
El corsario más famoso de la Armada de los confederados , fabricado en Inglaterra en 1862 , fue el CSS Alabama. Esta corbeta rápida de 67 m y 1050 toneladas estaba armada con 6 cañones clásicos de 32 libras y 2 cañones nuevos con pivote, uno de 110 libras y el otro de 68 libras, y marchaba a 13 nudos con  su máquina de vapor y 15 al añadirle las velas. En apenas 23 meses, detuvo a 69 buques norteamericanos, atropellando severamente al commercio yankee. 
Fue destruido en 1864 después de un combate naval con la corbeta USS Kearsarge , cerca del puerto francés de Cherbourg , del cual su capitán , Raphael Semmes, salió después de retar al capitán del Kearsarge 

## Intervención política británica
El primer ministro británico, Lord Palmerston, y el secretario de Relaciones Exteriores, Lord John Russell, fallaron en detener al Alabama de ponerse al mar desde el astillero de John Laird Sons and Company en Birkenhead. La delegación de Estados Unidos en Londres se había opuesto explícitamente a esto, y el ministro estadounidense en Gran Bretaña, Charles Francis Adams, acusó que el barco fue obligado para la Confederación, donde podría ser utilizado contra los Estados Unidos.
Aunque tanto el primer ministro como el secretario de Relaciones Exteriores pensaron que favorecían a la Confederación en el momento de la construcción del Alabama, la opinión pública británica estaba dividida en el tema, y MPs tal como Richard Cobden hicieron campaña en contra. La subsecuente partida del Alabama probó ser públicamente vergonzosa, y después, Palmerston y Russell fueron forzados a admitir que al barco no se le debió permitir partir. El Gobierno había solicitado consejo del Lord Jefe de Justicia de Inglaterra y Gales, Sir Alexander Cockburn, quien dictaminó que su liberación no violaba la neutralidad de Gran Bretaña, ya que no fue equipado con armas en el momento que dejó los puertos británicos.
En el año siguiente, Gran Bretaña detuvo dos barcos de guerra acorazados construidos en Birkenhead y destinados a la Confederación. Como resultado del clamor sobre el Alabama, Palmerston instruyó al Almirantazgo Británico para presentar una oferta de compra de los barcos. Ellos habían sido comprados por un intermediario, Monsieur Bravay de París (quien había ordenado su construcción como un intermediario de principios de la Confederación).

## Las reclamaciones
En lo que fue llamado las Reclamaciones del Alabama, en 1869, los Estados Unidos reclamaron daños directos y colaterales a Gran Bretaña. En el caso particular del Alabama, los Estados Unidos reclamaron que Gran Bretaña había violado la neutralidad al permitir que cinco barcos de guerra fuesen construidos, especialmente el Alabama, conociendo que en algún momento podrían entrar en servicio naval con la Confederación.
Otros particulares incluían lo siguiente: en el verano de 1862, el barco de guerra a vapor construido en Gran Bretaña, Oreto, fue entregado a Nasáu en las Bahamas con el entendimiento secreto que después podría ser transferido a la Naval de los Estados Confederados. Sobre la transferencia, fue comisionada la CSS Florida. El almirante de la British Royal Navy, George Willes Watson (1827 - 1897) ayudó a la transferencia, y las acciones de Watson fueron revisadas por un juzgado.
Otros barcos de guerra incluían: el CSS Shenandoah (construido en el Alexander Stephen Sons en Glasgow), el CSS Lark (construido en el John Laird and Sons, tal como el Alabama), y el CSS Tallahassee (construido en el J & W Dudgeon en Londres).
El senador Charles Sumner de Massachusetts, director del comité de Relaciones Exteriores del Senado de los Estados Unidos, también, demandó que fuesen incluidos "daños indirectos", especialmente, los de los corredores del bloqueo británico. Los corredores del bloqueo británico jugaron un papel pivote en sustentar los esfuerzos de guerra de la Confederación, contrabandeando a través del bloqueo de la Unión, miles de toneladas de pólvora, medio millón de fusiles, y varios cientos de cañones a la Confederación. Tal acto alargo la Guerra Civil por dos años y costo otras 400,000 vidas de soldados y civiles en ambos lados.

### Pago
Por los daños "directos" e "indirectos" de Gran Bretaña, infringidos a los Estados Unidos durante la Guerra Civil, Sumner, originalmente, pidió $ 2 mil millones en daños, o alternativamente, la cesión de Canadá a los Estados Unidos. Cuando el Secretario de Estado de Estados Unidos, William H. Seward negocio la Compra de Alaska en 1867, él lo hizo como el primer paso en un plan comprensible para ganar el control de la Noroeste Costa del Pacífico. Seward era un firme creyente en el Destino Manifiesto, principalmente por sus ventajas comerciales para los Estados Unidos. Seward esperaba que la Costa Oeste de la provincia de la Columbia Británica buscará la anexión a los Estados Unidos y pensaba que Gran Bretaña debería aceptar esto a cambio de las reclamaciones de Alabama. Pronto, otros políticos estadounidenses respaldaron la anexión, con el objetivo de anexar la Columbia Británica, la Colonia Red River del centro de Canadá (llamada después Manitoba), y la oriental Nueva Escocia, a cambio de abandonar las reclamaciones por daños.
La idea alcanzó su pico en la primavera y verano de 1870, con los expansionistas estadounidenses, separatistas canadienses, y antiimperialistas británicos aparentemente combinando fuerzas. El plan fue abandonado por varias razones: Londres continuó estancado, los grupos comerciales y financieros estadounidenses presionaron a Washington para un asentamiento rápido de la disputa en dinero, Canadá ofreció a la Columbia Británica entrar en la Confederación Canadiense en términos muy generosos, lo cual impulsó el sentimiento nacionalista en la Columbia Británica, y muchos estadounidenses mostraron poco interés en la expansión territorial después de los largos años, gastos y perdidas de la Guerra Civil.

### Tratado de Washington
En 1871, Hamilton Fish, Secretario de Estado del Presidente Ulysses S. Grant, trabajó en un acuerdo con el representante británico, Sir John Rose, para crear una comisión en Washington que comprendía seis miembros del Imperio británico y seis miembros de los Estados Unidos. Su asignación fue resolver las reclamaciones del Alabama, y otras disputas internacionales entre Canadá y los Estados Unidos refinanciado por un tratado. El 8 de marzo de 1871, el Tratado de Washington fue firmado en el Departamento de Estado, y el Senado de Estados Unidos ratificó el tratado el 24 de marzo de 1871. De acuerdo con el tratado, un tribunal de arbitrio internacional se encontró en Ginebra. El tratado tenía provisiones que consideraban el proceso de establecimiento para las reclamaciones del Alabama, pero no incluía "daños indirectos, la disputa establecida de pesca atlántica y la Frontera de San Juan (concerniente en la línea fronteriza de Oregón). Gran Bretaña y los Estados Unidos llegaron a ser aliados perpetuos después del tratado, con Gran Bretaña expresando arrepentimiento por los daños del Alabama.

### El Tribunal
El tribunal estaba compuesto por los representantes:
- Gran Bretaña: Sir Alexander Cockburn
- Estados Unidos: Charles Francis Adams, con William Maxwell Evarts sirviendo como consejero.
- Italia: Federico Sclopis
- Suiza: Jakob Stämpfli
- Brasil: Marcos Antônio de Araújo, 2.º barón de Itajubá.

Las negociaciones han tenido lugar en Suitland, Maryland, en la estancia del negociante Samuel Taylor Suit. La sesión del tribunal fue llevada a cabo en un cuarto de recepción del Town Hall en Ginebra, Suiza. Este ha sido llamado salle del l'Alabama.
El premio final de $15,500,000 formó parte del Tratado de Washington y fue pagado por Gran Bretaña en 1872. Esto fue balanceado contra daños por $1,929,819 pagados por los Estados Unidos a Gran Bretaña por las prácticas ilegales del bloque de la Unión y cedidos privilegios de pesca.

## Legado
Esto estableció el principio de arbitraje internacional y lanzó un movimiento de codificación de derecho internacional público con la esperanza de encontrar soluciones pacíficas a disputas internacionales. El arbitraje de las reclamaciones del Alabama fue precursor de la Convención de La Haya, la Liga de las Naciones, La Corte Internacional, y las Naciones Unidas. Las reclamaciones del Alabama inspiraron al jurista internacional Gustave Moynier a perseguir arreglos legales para hacer cumplir tratados internacionales en los 1870s. La Unión Soviética estudió cuidadosamente las reclamaciones del Alabama cuando evaluó si podría reclamar daños en respuesta a la intervención aliada en la Guerra Civil Rusa.
De acuerdo con Vladimir Nabokov, el incidente núcleo tuvo un legado en las referencias literarias, siendo utilizado como artículo de trama en Anna Karenina, de León Tolstói. En un pasaje temprano, Stiva Oblonsky tuvo un sueño que puede mostrar que había leído las reclamaciones del Alabama en el Kölnische Zeitung. Y en la novela de Julio Verne, La vuelta al Mundo en 80 días, el inspector Fix advierte a Phileas Fogg que la revuelta que encontraron en San Francisco puede estar conectada a la reclamación.